# Val Sedornia
La val Sedornia è una valle laterale della Val Seriana in Provincia di Bergamo, Lombardia, che prende il nome dal torrente Sedornia che la attraversa. È accessibile sia dagli Spiazzi di Gromo che da Gandellino. La valle è conosciuta da millenni, avendo tracce di altari celtici e già Leonardo da Vinci la segnalò in una sua mappa della val Seriana.
Il nome deriva da quello antico di val Saturnia.

## Accessi

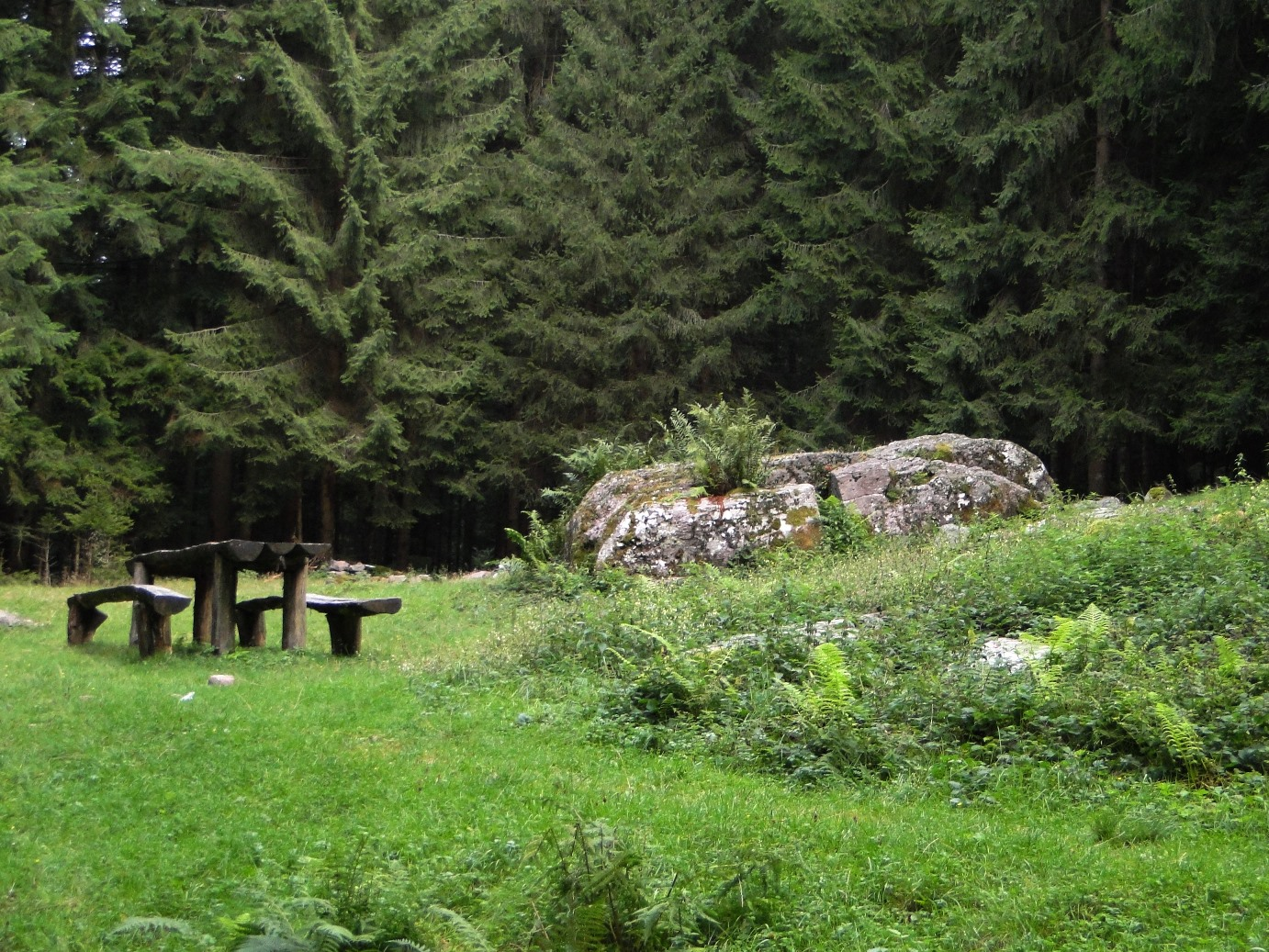
La località Spiaz de la Martisola

La valle è accessibile da Tezzi Alti, frazione di Gandellino, mediante una strada sterrata affiancata da muretti a secco e vecchia di una dozzina di secoli, che tocca località come gli Spiaz de la Martisola (dove è presente un masso erratico, in cui le leggende narrano vi fossero praticati culti precristiani) e la cappella dedicata a san Carlo Borromeo che si soffermò in quei luoghi durante la sua visita pastorale del 1575. Sull'opposto versante si trova un'altra strada, accessibile dagli Spiazzi di Gromo.
Esisteva da tempo immemore un sentiero che passando a mezza costa connetteva Spiazzi con Lizzola, Colere e il monte Ferrante, incrociandosi più volte con altri sentieri che salgono dal fondovalle e permetteva uno scollinamento verso la Valle di Scalve.
Venne così costruita una strada che passava poche decine di metri più a sud dell'antico sentiero. Questa strada, né asfaltata né lastricata, permette il transito di un veicolo alla volta ed è totalmente spoglia di ogni protezione laterale; è infatti più volte franata lungo la ripidissima scarpata che sprofonda nel fondovalle.
La strada corre per i primi chilometri interamente in un bosco, fittissimo e totalmente incontaminato. Non è improbabile incontrare o intravedere cervi, caprioli, tetraonidi, falchi e corvi. La zona è anche ricca di funghi e di mirtilli, more e lamponi.

## La valle

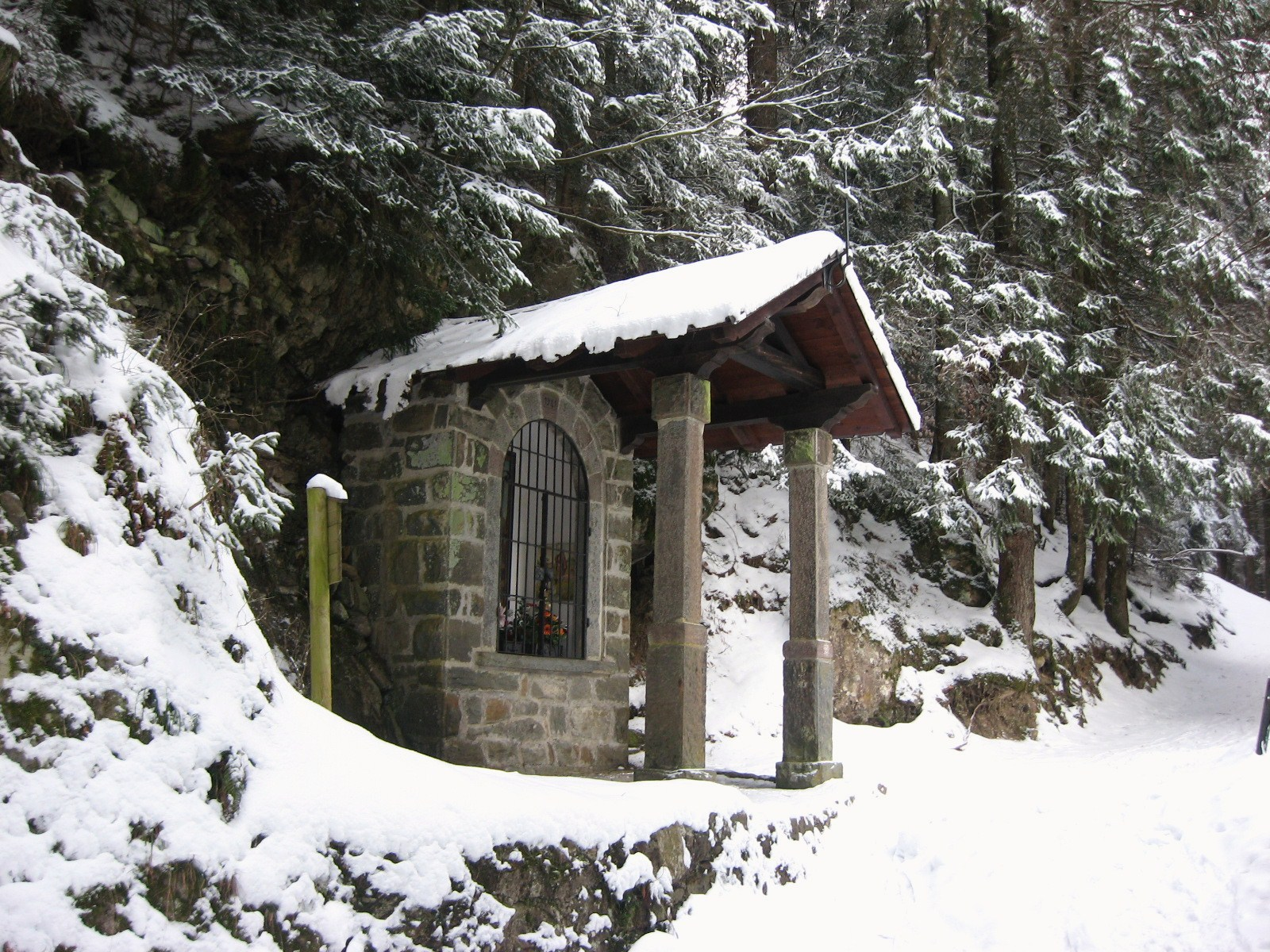
Cappella di San Carlo

Con scarse salite o discese la strada giunge sino a delle cascatelle, da dove inizia a inerpicarsi più duramente, su un tratto pavimentato per permettere il passaggio ai mezzi della forestale. Da quel punto in poi la strada smette di correre parallela alla val Seriana ed inizia a inoltrarsi nella val Sedornia, sempre senza mai avere ripidi strappi in salita. Una volta entrati nella valle la strada inizia una lunga discesa che porta infine a incrociare il torrente Sedornia, dopo circa 1h 30' dall'inizio del sentiero.
In questo punto vi è uno spiazzo, sopraelevato rispetto al torrente, dove si trovano alcune semplici strutture per il campeggio o per barbecue, cosa non rara durante i fine settimana estivi, dove si incrocia il sentiero proveniente da Tezzi Alti.
Dall'incrocio con il Sedornia la strada prosegue pianeggiante per alcune centinaia di metri, sino a iniziare a salire per sbucare infine fuori dal bosco, aprendosi nei vasti spiazzi delle stalle di Vigna Vaga.
Il paesaggio si presenta come un ripido prato di erba molto alta puntellato da alcune malghe, alcune ristrutturate e usate come luogo di vacanza estivo, dominato dalle due vette di Vigna Vaga e Vigna Soliva, entrambe alte circa 2.300 metri. Salendo più in alto si incontrano sulla sinistra le stalle Cassinelli, a circa 1.380 m s.l.m..
La strada prosegue percorrendo il lato destro dello spiazzo salendo in modo molto brusco; arrivati sulla cima del pendio erboso si reincrocia il torrente Sedornia e ci si trova al bivio di Fontanamora.

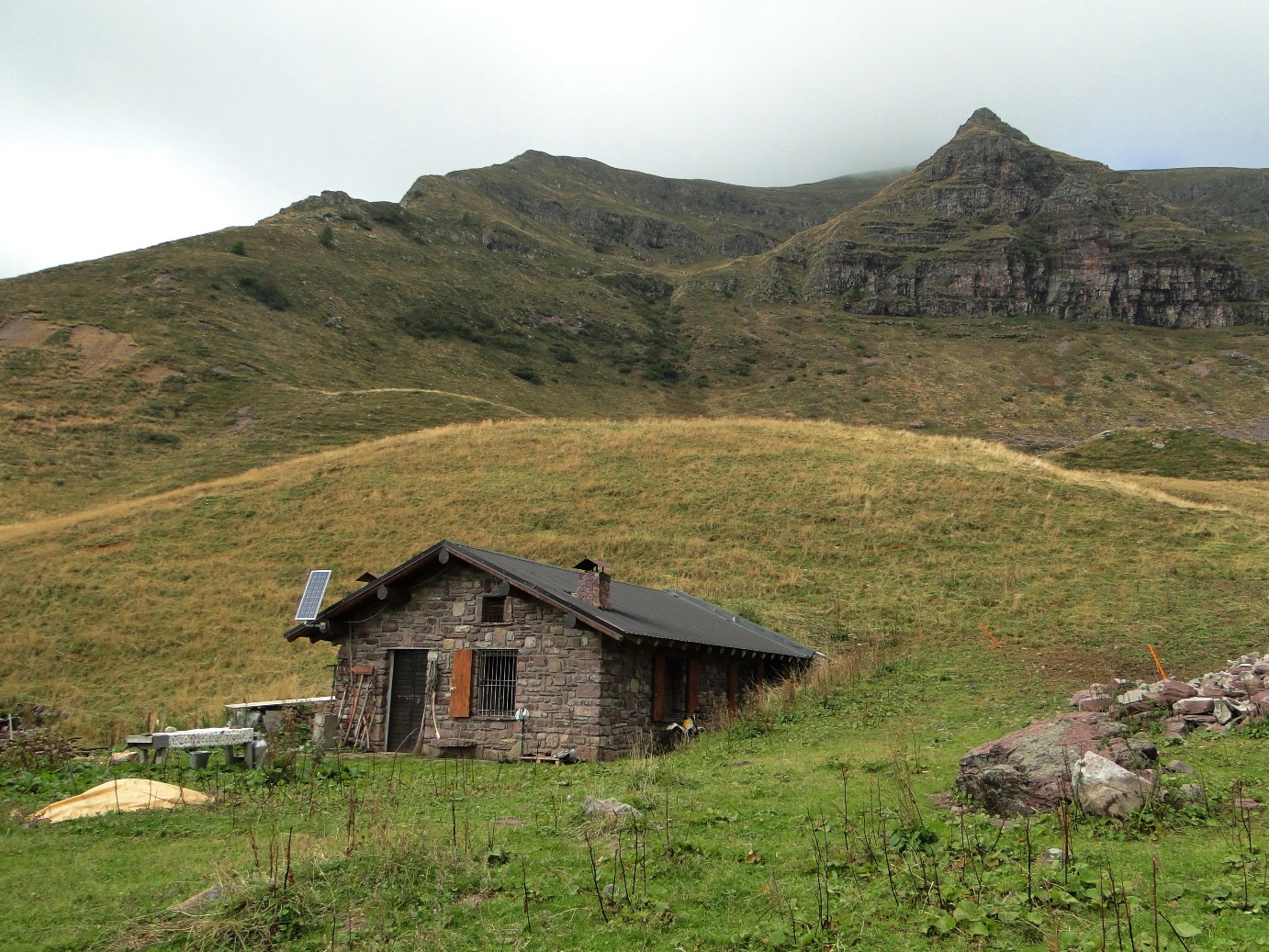
La baita alta di Vigna Soliva

Continuando verso destra si sale verso la sorgente omonima e da lì, attraversando fitti e ripidi boschi, in un'ulteriore ora e mezza circa si arriva al Lago Spigorel, noto anche come Lago di Vigna Vaga, laghetto subalpino posto a 1.800 metri s.l.m.; in questa area non è difficile vedere marmotte e stambecchi. Negli ultimi anni pare siano state avvistate anche alcune linci.

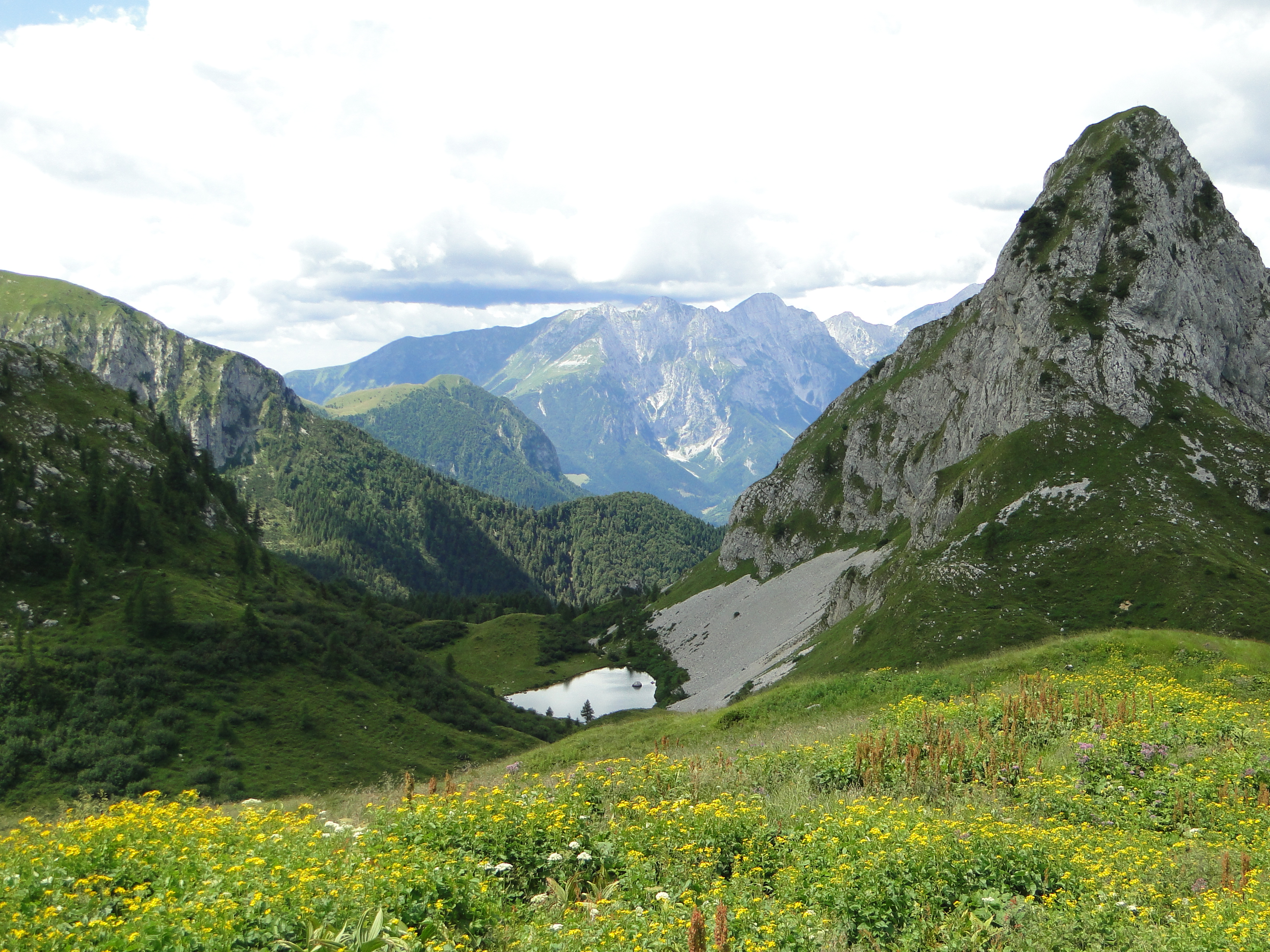
La Val Sedornia all'interno del Parco delle Orobie Bergamasche

Proseguendo invece verso sinistra, al bivio di Fontanamora si attraversa il Sedornia all'altezza della baita Alta di Vigna Soliva e, volendo, si può raggiungere a 2.000 metri circa di altezza la zona di arrivo degli impianti di risalita della località sciistica di Lizzola, nel comune di Valbondione, percorrendo un ripido pendio erboso senza sentiero.
In questa zona, nel 2007 fu realizzata abusivamente (abuso in seguito sanato: ma i danni naturalistici sono rimasti) la Pista del Sole nel comprensorio sciistico di Lizzola. Questo intervento è stato fatto nella zona di protezione speciale nonché sito di interesse comunitario val Sedornia - Valzurio - Pizzo della Presolana (IT2060005, il più grande della Lombardia), nonché facente parte delle nove zone designate come tali dal parco regionale delle Orobie Bergamasche.
Altra possibilità è rappresentata dalla ridiscesa del torrente Sedornia proprio partendo dalla Baita Alta di Vigna Soliva. Si incrociano infatti dopo poche centinaia di metri, abbastanza difficoltosi, due piccole pozze naturali dove si può fare un bagno nelle freddissime acque del Sedornia; poco dopo una cascata di alcune decine di metri impedisce di proseguire nella discesa del torrente.
È possibile anche risalire il torrente partendo sempre dalla Baita Alta di Vigna Soliva, ma anche questo percorso, da effettuarsi immergendosi più volte nelle fredde pozze, è parecchio difficile, talvolta anche pericoloso in alcuni suoi passaggi.
Si giunge infine alle sorgenti del Sedornia che si trovano a circa 1 ora dalla partenza.